# Леонова, Ольга Фёдоровна
Ольга Фёдоровна Леонова (1895, Москва — ?) — советский педагог, учительница и директор 175-й средней школы Свердловского района города Москвы. Заслуженная учительница РСФСР. Депутат Верховного Совета СССР 1-2-го созывов.

## Биография
Ольга Леонова родилась в 1895 году в Москве в рабочей семье. Она была старшим ребёнком в семье из шести детей. Отец рисовал вывески, мать была портнихой. Окончила четыре класса начальной школы, затем Лепёшкинское училище на Пятницкой улице. С 14 лет давала частные уроки, на чём зарабатывала 3 рубля в месяц.
В 1913 году, в возрасте 17 лет, сдала экзамен на звание учительницы и устроилась на работу учительницей в школу села Завидово Клинского уезда Московской губернии (ныне Конаковский район Тверской области). В 1916 году умерла мать Ольги Леоновой, и она вынуждена была вернуться в Москву, чтобы заботиться о младших братьях и сёстрах. Она устроилась на работу в городскую управу, где выдавала номера ломовым извозчикам.
После Октябрьской революции возобновила педагогическую деятельность. Преподавала в школе на 2-й Брестской улице, а по вечерам обучала по линии ликбеза красноармейцев 2-го Советского полка. С 1918 года работала учительницей и воспитательницей в детской колонии в Барвихе Московской губернии, затем — в Нахабинской сельскохозяйственной колонии под Москвой. Там среди её воспитанников было множество бывших беспризорных.
С 1930 года — учительница начальных классов 25-й образцовой (впоследствии — 175-й средней школы Свердловского района города Москвы. Была инициатором социалистического соревнования среди учителей московских школ.
В 1936 году была делегатом Чрезвычайного VIII Всесоюзного съезда Советов, участвовала в комиссии по редактированию Сталинской конституции. 12 декабря 1937 года избрана депутатом Совета Союза Верховного Совета СССР 1-го созыва от Свердловского избирательного округа города Москвы. Там она была избрана в бюджетную комиссию председателем подкомиссии по культуре. Задачей Ольги Леоновой на этом посту было содействие развитию культуры. Она принимала делегации от Академии наук и крупных московских театров, встречалась с народными комиссарами. Одновременно она была избрана заседателем Верховного Суда СССР.
Осенью 1941 года участвовала в строительстве оборонительных сооружений Москвы. Зимой 1941—1942 годов была уполномоченной по эвакуации детей жителей Свердловского района города Москвы. Осенью 1942 года руководила восстановлением школ Свердловского района.
На 1945—1946 годы — директор 175-й средней школы Свердловского района города Москвы. Выпускница школы № 175 Ревекка Фрумкина связывает уход О. Ф. Леоновой с должности директора с уголовным делом Владимира Шахурина.
10 февраля 1946 года избрана депутатом Совета Союза Верховного Совета СССР 2-го созыва от Свердловского избирательного округа города Москвы. Была членом Комиссии законодательных предположений и Наградной комиссии Верховного Совета СССР. Избиралась депутатом Московского городского совета.

## Адреса
В детстве жила на Бутырской улице. В 1930-х годах проживала по адресу: улица Горького, дом 64, кв. 89.

## Награды
- Заслуженный учитель школы РСФСР (1940)[11][6]
- Медаль «За оборону Москвы»[6]
- Медаль «За трудовую доблесть»[6]